# Florida (Cuba)
Pour les articles homonymes, voir Florida.
Florida est une ville et une municipalité de la province de Camagüey, à Cuba.

## Géographie

### Situation
La ville de Florida est sur la Carretera Central, l'axe routier qui traverse toute l'île depuis les années 1930. Elle se trouve à 493 km sud-est de La Havane et 40 km nord-ouest de sa capitale de province Camagüey.
Au sud-ouest elle borde la golfe de Ana María (es) (mer des Caraïbes) sur environ 50 km.

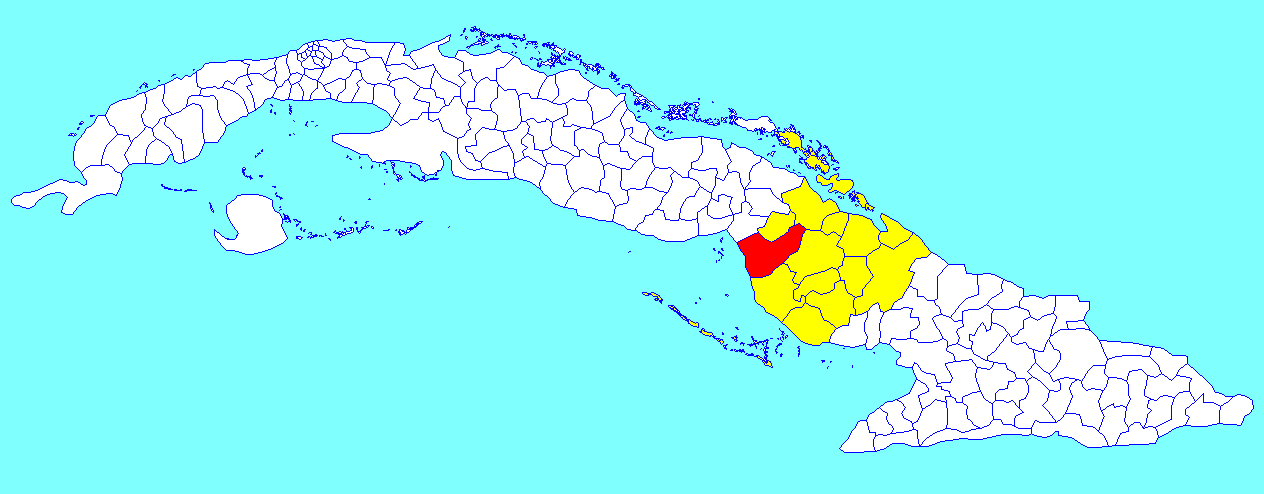
Municipalité de Florida dans la province de Camagüey

### Divisions administratives
Florida comprend 11 consejos populares :
- Conquista
- Rodolfo Ramírez Esquivel
- Agramonte
- Ibarra
- San Antonio
- Argentina
- Las Parras
- Centro Urbano
- José Martí
- Rolando Valdivia
- La Vallita

## Histoire
Avant l'arrivée de Christophe Colomb, la zone bordant le golfe de Ana María (es) est occupée par de nombreux peuplements humains.
À la fin du XVIe siècle, des émigrés venant de Séville fondent une colonie dans les environs de San Gerónimo, à une douzaine de lieues de la ville de Santa Maria del Puerto del Principe (ancien nom de Camagüey), sur la route entre Bayamo et Sancti Spíritus — un chemin qui prend le nom de Chemin royal de La Havane (Camino Real de La Habana) ou Chemin royal du Centre (Camino Real del Centro). La colonie a une poste et un établissement mixte de restauration et d'hébergement pour les voyageurs. L'élevage se développe, s'ouvre au commerce notamment vers Port-au-Prince, La Havane et l'Angleterre ; la région vend du bois, produit du miel et de la cire à Urabo pour la vente au Mexique ; l'agriculture de subsistance produit riz, maïs, banane, café, haricots, pommes de terre, millo, tabac et légumes. Florida n’est à l'époque qu'un petit groupe de maisons et l'on y scie du bois.
L'étape décisive pour l'évolution du territoire est la construction de la ligne de chemin de fer. San Gerónimo commence à perdre ses habitants, qui déménagent pour se rapprocher du lieu de passage du train : l'actuelle Florida. La deuxième guerre d'indépendance porte un coup fatal à San Gerónimo : centre de population et d'activité le plus important des environs, la ville est particulièrement visée par les attaques et subit des destructions dont elle ne se remet pas. En décembre 1904, le bureau de poste et de télégraphe de San Gerónimo est transféré à la gare de Floride et le courrier est réorganisé par chemin de fer en remplacement du courrier maritime qui à cette époque passe par Nuevitas. L'urbanisation du village commence en 1908 au sud de la gare, avec 12 rues, 24 blocs et une place en 1912. De 1914 à 1916, cinq usines sucrières sont construites. Le 15 décembre 1924, la municipalité de Floride est officiellement fondée ; son premier maire est Angel Egusquiza Aguilar.

## Population
La municipalité de Florida comptait 71 676 habitants à la fin de l'année 2008, dont 53 847 habitants pour la ville de Florida proprement dite. Florida est à la fois la deuxième municipalité et la deuxième ville de la province de Camagüey en termes de population.[réf. nécessaire]
En 2022 la population de la municipalité est estimée à 69 174 habitants. Pour une surface de 1 744 km2, la densité est de 39,67 habitants/km².